# Alaskaentomon condei
Alaskaentomon condei är en urinsektsart som beskrevs av Josef Nosek 1981. Alaskaentomon condei ingår i släktet Alaskaentomon och familjen lönntrevfotingar. Inga underarter finns listade i Catalogue of Life.